# Cilicija
 Ovo je glavno značenje pojma Cilicija. Za druga značenja pogledajte Cilicija (satrapija).
Cilicija (lat. Cilicia) ili Kilikija (grč. Κιλικία - Kilikía; arm. Կիլիկիա; perz. klkyʾy; part. kylkyʾ, tur. Kilikya), starovjekovna regija, povremeno i politička jedinica, koja se nalazila najugoistočnom dijelu Male Azije, u današnjoj Turskoj, sjeverno od Cipra.

## Zemljopis
Cilicija se nalazila na granici Male Azije sa Sirijom. Sjeverno od Cilicije se nalazi planina Taurus. Eponimski osnivač Cilicije bio je Kilik, legendarni osnivač dinastije koji je vladao tom području. Cilicija se može podijeliti na:
- Krševitu Ciliciju (lat. Cilicia Trachea; iz grč. Κιλικία Τραχεία), planinski dio nedaleko od Taurusa. Prilično je stjenovita, ali primorski dio ima dobre luke, koje su u starom vijeku bile pribježište piratima. U drevna vremena bila je i dobro pošumljena.
- Ravničarsku Ciliciju (lat. Cilicia Pedias; iz grč. Κιλικία Πεδιάς), istočniji dio Cilicije koji obuhvaća veliku primorsku ravnicu s plodnom zemljom, pogodnom za uzgoj pamuka, maslina i naranača.

## Povijest

### Rana povijest
Cilicija je bila naseljena još od mlađeg kamenog doba. Cilicijci se prvi put pojavljuju u tekstovima kao Khilikku u asirskim natpisima, početkom 1. tisućljeća pr. Kr. Pretpostavlja se da Hetiti nisu uspostavili svoju vlast nad Cilicijom.

### Perzijska satrapija
Tijekom perzijske prevlasti, Cilicijom je vladala lokalna dinastija, koja je bila službeno uključena u satrapiju. U Ksenofontovo doba u Ciliciji je bila na vlasti jedna kraljica, što je možda ostatak matrilinearnog društva.

### Helenistička i rimska Cilicija
Poslije smrti Aleksandra Velikog, Cilicija je jedno vrijeme bila pod nadzorom Lagida, a zatim pod seleukidskom upravom.
Krševita Cilicija postala pribježište piratima, što je zaustavio Pompej 67. pr. Kr. Vjerojatno je tek tada ovaj dio Cilicije postao dio rimske provincije Cilicije.
Ravničarska Cilicija postala je rimska provincija oko 100. pr. Kr. Pompej joj je proširio granice. Oktavijan August je spojio provincije Siriju i Ciliciju. U vrijeme Carstva, Sirijom i Cilicije je upravljao prokonzul.
U 7. stoljeću, Arapi su osvojili Ciliciju, a Bizant je uspjela povratiti to područje tek 965. za doba cara Nikefora Foke.

### Armensko kraljevstvo
Tijekom Križarskih ratova Cilicije, tada Armensko kraljevstvo bilo je važna država.
Ovo kršćansko kraljevstvo, okruženo muslimanskim državama, bilo je neprijateljsko prema Bizantu i podupiralo je križare.
Konstantin I. Armenski (1095. – 1100. godine) pomogao je križarima stići do Antiohije. Njegovu politiku neprijateljstva prema Bizantu i muslimanskim državama nastavili su i njegovi nasljednici. Lav II. Armenski (vladao 1187 .-1219. Godine) proširio je svoje kraljevstvo preko Taurus. I on je pomagao križari ma i bio je oženjen jednom križarskom kraljevnom s Cipra.
Armenija je pala pod vlast egipatskih Mameluka 1375. godine i to nakon što je država bila oslabljena nastojanjem jednog križarskog princa koji je postao armenski kralj da zemlju preobrati na katolicizam. Krševita Cilicija je pala u ruke Turaka u 15. stoljeću, dok je ravničarska Cilicija ostala neovisna sve do početka 16. stoljeća.

### Otomanska i Ataturkova Cilicija
Armensko stanovništvo Cilicije je praktično istrijebljeno tijekom Armenskog genocida. Dana 1. siječnja 1919. Ciliciju su zauzeli Francuzi, a ponovo je prepuštena Turskoj 1921. godine.
Cilicija se danas sastoji od četiri suvremene turske pokrajine.